# Лемяшевичі (пам'ятка археології)
Лемяшевичі (біл. Лемяшэвічы) — поселення доби неоліту, бронзи та заліза за 3 км на північ від села Лемяшевичі (Пінський район Брестської області), на правому березі річки Прип'ять, на піщаному пагорбі (висота 2—3,5 м) серед заболоченої заплави.
Відкрита та досліджена площа розміром 700 м² у 1980-1981 роках В. С. Вергеєм. У 1990 році С. Є. Рассадін дослідив 108 м².
Культурний шар 0,3—0,4 м. У матеріальному комплексі виділяються речі німанської культури (вирізні наконечники стріл, скребки, ножеподібні пластини, проколки, інші вироби та заготовки з кременю, уламки ліпних посудин) групи культур шнурової кераміки (кремнєві трикутні наконечник стріли з виїмкою в основі, серпи волинського типу, наконечник дротика, залишки ліпних посудин із шнуром і перекресленим орнаментом). Знайдено залишки жител з заглибленням у материк площею 9 м² з відкритими вогнищами на підлозі, які належали населенню мілоградської культури, а також близько 100 господарських ям. Знайдено близько 4 тис. фрагментів ліпної кераміки, а також знаряддя праці, зброя, предмети побуту та прикраси із заліза, бронзи й скла. Найповніше представлені предмети милаградської культури: плоский залізний 2-шипий наконечник стріли (VII-VI ст. до н. е., аналоги в ранніх шарах поселень дяківської культури), маленькі шпильки зі спіральним верхом (знайдені на пам’ятках доби пізньої бронзи), скіфські сережки (VI-V ст. до н. е.), бронзові наконечники стріл (IV-III ст. до н. е.), хрестоподібні глиняні гирі, товстостінні горщики, прикрашені валиком, горщики з високою зігнутою шийкою та опуклим тулубом тощо. Знайдено речі зарубинецької культури (II ст. до н. е. — І ст. н. е.), у тому числі й грубі горщики з шорсткою або горбистою поверхнею, глянцеві миски, чашки з вушками, кришки, фрагмент серпа, ножі. До вельбарської культури II-IV ст. належить 14-гранний фіолетовий та кулястий зеленуватий фрагмент скла, чорний, білий і червоний бісер, бронзова підв’язна брошка, відерцеподібні підвіски тощо. ймовірно, на цьому пагорбі знаходився цвинтар населення вельбарської культури.